# BMW R 62
BMW R 62 – produkowany od 1928 do 1929 dwucylindrowy (bokser) motocykl firmy BMW będący kolejnym turystycznym motocyklem w ofercie firmy. Sprzedano 4355 sztuk w cenie 1650 Reichsmarek. W 1928 BMW wypuściło na rynek 4 nowe modele: R 52 i R 57 będące następcami dotychczasowych modeli turystycznego R 42 i sportowego R 47. Do tego doszły nowe modele w klasie 750cm³ R 62 i R 63.

## Konstrukcja
Dwucylindrowy górnozaworowy silnik w układzie bokser o mocy 18 KM wbudowany wzdłużnie zasilany 1 gaźnikiem BMW o średnicy gardzieli 22mm. Suche sprzęgło jednotarczowe (od silnika numer 64101 dwutarczowe) połączone z 3-biegową, ręcznie sterowaną skrzynią biegów. Napęd koła tylnego wałem Kardana. Podwójna rama rurowa ze sztywnym zawieszeniem tylnego koła. Z przodu zastosowano hamulec bębnowy o średnicy 200 mm, a z tyłu hamulec szczękowy działający na wał napędowy. Prędkość maksymalna 125 km/h.